# Terebra nassula
Terebra nassula är en snäckart som beskrevs av Dall 1889. Terebra nassula ingår i släktet Terebra och familjen Terebridae. Inga underarter finns listade i Catalogue of Life.